# Mencía de Mendoza

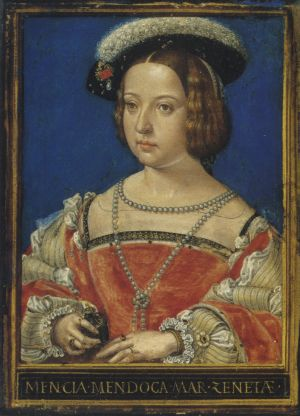
Mencía de Mendoza

Mencía de Mendoza y Fonseca, född 30 november 1508, död 4 januari 1554, var en nederländsk mecenat och kulturpersonlighet. Hon var en ledande kraft i den nederländska renässanskulturen och känd för bland annat sina progressiva åsikter om kvinnors utbildning. Hon var dotter till den spanske adelsmannen Rodrigo de Mendoza markies van Zenete och gifte sig 1524 med Henrik III av Nassau. 